# Tamsyn Lewis

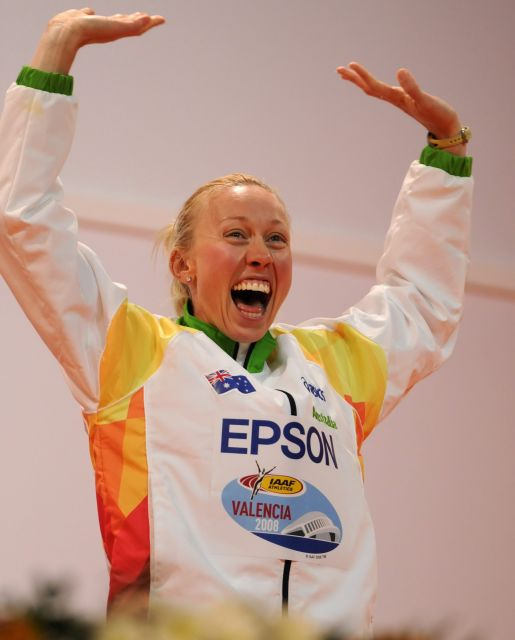
Tamsyn Lewis bei den Hallenweltmeisterschaften 2008 in Valencia.

Tamsyn Carolyn Lewis (verheiratete Tamsyn Carolyn Manou; * 20. Juli 1978 in Melbourne) ist eine australische Mittelstreckenläuferin. Ihre Spezialdisziplin ist der 800-Meter-Lauf, jedoch startet sie wegen ihrer Sprintstärke insbesondere bei Staffelläufen auch über 400 Meter.

## Karriere
Bei den Juniorenweltmeisterschaften 1994 in Lissabon wurde sie Sechste über 400 Meter. Zwei Jahre später gewann sie in der 4-mal-400-Meter-Staffel Bronze bei den Juniorenweltmeisterschaften in Sydney, nachdem sie über 400 Meter im Halbfinale ausgeschieden war.
Mit dem Übergang zum Erwachsenenbereich wechselte Lewis auf die 800-Meter-Strecke, trat jedoch weiterhin in der Staffel an. Bei den Commonwealth Games 1998 in Kuala Lumpur wurde sie über 800 Meter Sechste in 2:01,71 min. Die australische Stafette in der Besetzung Susan Andrews, Tamsyn Lewis, Lee Naylor und Tania van Heer siegte in 3:27,28 min. 1999 gewann sie bei den Hallenweltmeisterschaften in Maebashi mit der australischen Stafette in der Besetzung Andrews, van Heer, Lewis und Cathy Freeman in 3:26,87 min Silbe hinter den Russinnen. Bei den Weltmeisterschaften in Sevilla schied Lewis im Vorlauf aus.
Die Olympischen Spiele 2000 fanden in Sydney statt, und Cathy Freeman gewann Gold auf der 400-Meter-Strecke, während Lewis über 800 Meter nur bis ins Halbfinale kam. Die australische Stafette mit Nova Peris-Kneebone, Lewis, Melinda Gainsford-Taylor und Freeman erreichte in 3:23,81 min als Fünfte das Ziel.
2001 erreichte Lewis bei den Weltmeisterschaften in Edmonton das Halbfinale über 800 Meter. Im Jahr darauf wurde sie bei den Commonwealth Games 2002 in Manchester Fünfte in 1:59,73 min. Die australische Stafette in der Besetzung Lauren Hewitt, Freeman, Lewis und Jana Pittman siegte in 3:25,63 min. Nach einem Halbfinal-Aus bei den Weltmeisterschaften 2003 in Paris/Saint-Denis und einem Vorlauf aus 2004 in Athen, jeweils über 800 Meter, startete Lewis zwei Jahre bei den Commonwealth Games 2006 in ihrer Heimatstadt Melbourne über 400 Meter und erreichte das Halbfinale. In der Staffel gewann sie die dritte Goldmedaille in Serie, diesmal in der Besetzung Jana Pittman, Caitlin Willis, Tamsyn Lewis und Rosemary Hayward. Die Stafette kam in 3:28,66 min zwar als Zweite hinter den Engländerinnen ins Ziel, die jedoch wegen eines Regelverstoßes disqualifiziert wurden.
2007 schied sie bei den Weltmeisterschaften in Ōsaka über 800 Meter im Vorlauf aus. Neun Jahre nach ihrer Staffelsilbermedaille von Maebashi trat Lewis 2008 bei den Hallenweltmeisterschaften in Valencia an. In einem eher langsamen Rennen bemühten sich die Favoritinnen Tetjana Petljuk aus der Ukraine und Maria de Lurdes Mutola aus Mosambik um einen Rennverlauf, der der spurtstarken Spanierin Mayte Martínez alle Möglichkeiten nehmen sollte. Lewis, die sich mit australischem Hallenrekord von 2:01,85 min für das Finale qualifiziert hatte, nutzte die Gelegenheit, um sich vom Feld abzusetzen. Die Konkurrentinnen holten sie mit ihrem Schlussspurt nicht mehr ganz ein, in 2:02,57 min gewann sie den Titel vor Petljuk, Mutola und Martinez. Für die Olympischen Spiele in Peking qualifizierte sie sich in zwei Disziplinen: Über 400 Meter schied sie im Vorlauf aus, über 800 Meter erreichte sie das Halbfinale.
Lewis ist 1,73 m, wiegt 60 kg und startet für den Sandringham AC. Sie ist die Tochter von Greg Lewis, der 1974 mit der australischen 4-mal-100-Meter-Staffel bei den British Commonwealth Games 1974 gewann, und der siebenfachen Australischen Hochsprungmeisterin Carolyn Wright.
Tamsyn Lewis ist mit dem australischen Cricket-Spieler Graham Manou verheiratet.

## Australische Meisterschaften
- 400 m: 2005, 2006, 2007, 2008, 2009, 2011
- 800 m: 1998, 1999, 2000, 2001, 2002, 2003, 2004, 2007, 2008, 2011, 2012
- 400 m Hürden: 2009

## Persönliche Bestzeiten
- 400 m: 51,42 s, 20. März 2009, Brisbane
- 800 m: 1:59,21 min, 15. Januar 2000, Canberra
  - Halle: 2:01,85 min, 7. März 2008, Valencia